# Cecil Taylor

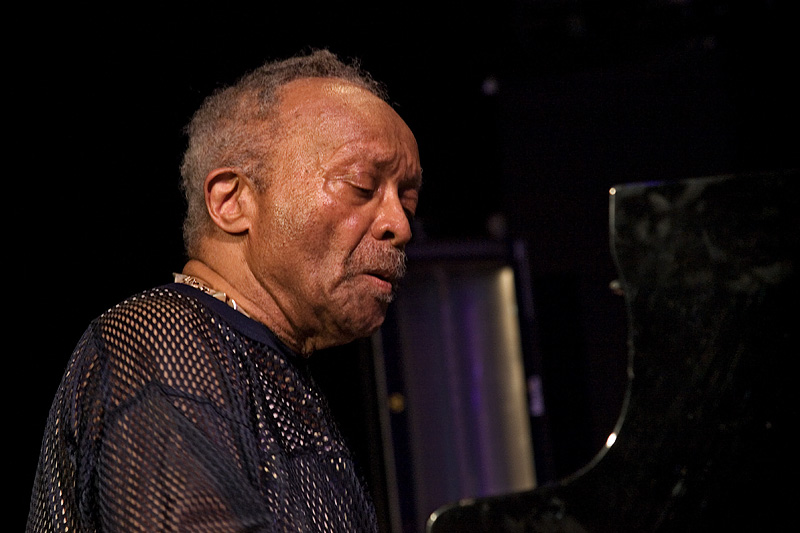
Cecil Taylor (Moers Festival 2008)

Cecil Percival Taylor (* 15. oder 25. März 1929 in New York; † 5. April 2018 ebenda) war ein US-amerikanischer Jazzpianist, Komponist und Dichter. Er gilt als eine der großen inspirierenden Persönlichkeiten des frei improvisierten Jazz.

## Leben

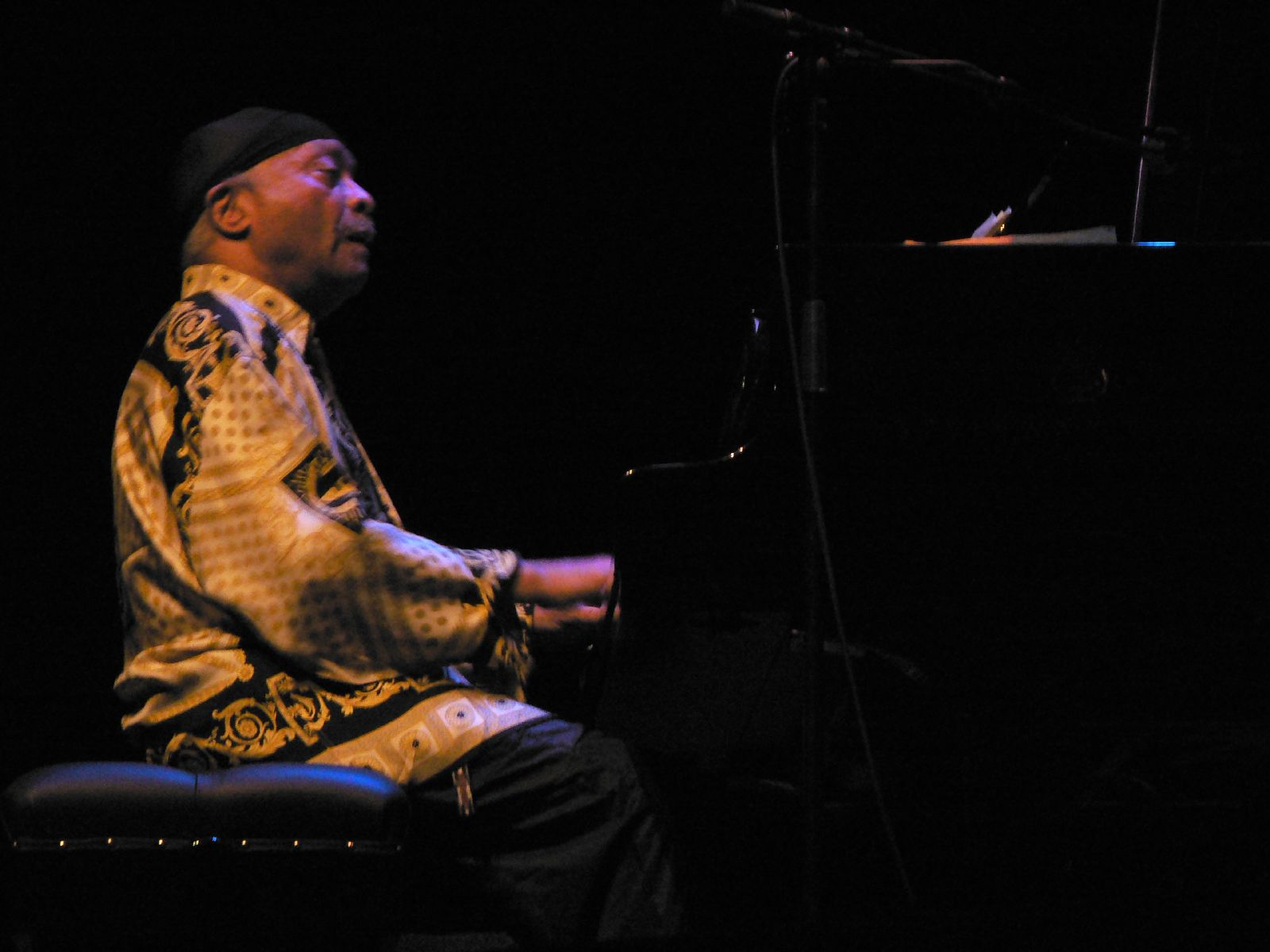
Cecil Taylor (2007)

Mit fünf Jahren bekam Taylor den ersten Klavierunterricht bei seiner Mutter. Er studierte Harmonielehre und Komposition am New York College of Music und setzte seine Kompositionsstudien zwischen 1947 und 1951 am New England Conservatory bis zum Abschluss fort (unter anderem bei Henry Cowell). Nach erstem Anfängen in R&B- und in Swing-Bands zu Beginn der 1950er (etwa bei Hot Lips Page und Johnny Hodges) gründete er 1956 seine eigene Band mit dem Sopransaxophonisten Steve Lacy, dem Bassisten Buell Neidlinger und dem Schlagzeuger Dennis Charles. Bereits seine erste, 1956 bei Transition veröffentlichte Platte Jazz Advance gilt heute als eine Innovation, in der er bereits die Freiheiten zeigt, die später zu seinem Markenzeichen als außergewöhnlicher Pianist werden sollten: Taylor ist bekannt für seine äußerst energetische, zudem körperbetonte Spielweise sowie seine außerordentlich komplexe Improvisationskunst, welche häufig Cluster und schwierige polyrhythmische Strukturen einbezieht. Seine Kunst beruht sowohl auf den Errungenschaften der Neuen Musik und des Modern Jazz (insbesondere von Bud Powell und Lennie Tristano) als auch auf der westafrikanischen Percussionsmusik. Die Kritikerin Valerie Wilmer sagte, Taylor spiele das Piano wie „88 gestimmte Bongos“. Nach Joachim-Ernst Berendt liegt „das eigentlich Überwältigende“ an seinen Improvisationen „in der physischen Kraft, mit der er spielt“.
Projekte in den 1960er-Jahren brachten Taylor in Kontakt mit John Coltrane und Archie Shepp. Trotz einer Anerkennung im Down Beat Poll hatte er beim amerikanischen Publikum zunächst keinen Erfolg und musste als Tellerwäscher arbeiten. Gil Evans bot Taylor die Möglichkeit, seine Musik auf dem Album Into the Hot (1961) zu präsentieren. Den größten Anteil an seiner musikalischen Entwicklung hatte das umformierte Ensemble mit dem Altsaxophonisten Jimmy Lyons (von 1961 bis zu dessen Tod 1986) und Schlagzeugern wie Sunny Murray, mit dem Taylor 1962–1963 auf Europatournee ging und erstmals größere Anerkennung seines Publikums erhielt. Innerhalb dieser Gruppe, die ohne Bassist auftrat, entwickelten die Musiker häufig neue, äußerst expressive Formen des Ensemblespiels. Anstelle von Murray spielte dann Andrew Cyrille in dieser Unit. In den frühen 1970ern begann Taylor auch mit Piano-Soloauftritten (Air Above Mountains (Buildings Within), 1976) und nahm mehrere Lehraufträge an amerikanischen Hochschulen an. Seine Konzerte umfassten zunehmend theatralische, performative Elemente. Er schrieb Gedichte, die er auch im Rahmen seiner Konzerte rezitierte; auch trat er mit Max Roach und mit Mary Lou Williams auf.
Nach dem Tode von Lyons wandte sich Taylor der kleineren Triobesetzung zu und arbeitete mit dem Bassisten William Parker zusammen, mit dem er Anfang der 1990er zusammen mit Tony Oxley im Feel Trio spielte. Darüber hinaus leitete er zahlreiche Projekte großer Bands. Seine Konzerte in Berlin 1988 bis 1999 wurden weitgehend durch das deutsche Label FMP veröffentlicht und so die Leistungen im Zusammenspiel mit europäischen Improvisatoren wie Derek Bailey, Evan Parker, Peter Kowald, Han Bennink oder Tristan Honsinger dokumentiert.
In den letzten Jahren war er auf Tournee mit Oxley und dem Trompeter Bill Dixon. Die meisten seiner Aufnahmen der letzten Jahrzehnte veröffentlichten kleine europäische Labels, ausgenommen das eher untypische Album Momentum Space (mit Dewey Redman und Elvin Jones) bei Verve/Gitanes. Das klassische Label Bridge veröffentlichte seine Platte Algonquin, ein 1998 in der Library of Congress aufgenommenes Duett mit dem Geiger Mat Maneri.
Taylor war immer an Ballett und Tanz interessiert. Seine Mutter, die in seinem Kindesalter starb, war Tänzerin und spielte auch Klavier und Geige. Er äußerte: „Ich suche auf dem Klavier die Sprünge eines Tänzers im Raum darzustellen“. 1977 und 1979 arbeitete er mit der Tänzerin Dianne McIntyre zusammen. 1979 komponierte und spielte er die Musik für das Zwölfminutenballet Tetra-Stomp: Eatin’ Rain in Space mit Michail Baryschnikow und Heather Watts.

## Auszeichnungen
1991 war er MacArthur Fellow. Das sehr frühe Album Looking Ahead (1958) wurde 1998 in die Liste “100 Records That Set the World on Fire (While No One Was Listening)” von The Wire aufgenommen. Für 2013 wurde ihm der Kyoto-Preis zugesprochen.

## Dokumentarfilm
2004 beendete der Filmemacher Christopher Felver aus dem kalifornischen Sausalito die Arbeit an seinem 72-minütigen Dokumentarfilm Cecil Taylor: All the Notes, der den kamerascheuen und interview-abgeneigten Pianisten über einen Zeitraum von zehn Jahren begleitet. Der Film hatte 2005 seine europäische Erstaufführung auf dem „Total Music Meeting“ in der Berlinischen Galerie in Berlin-Kreuzberg.

## Diskografische Hinweise
- The World of Cecil Taylor, 1960
- Unit Structures, Blue Note 1966; Neuausgabe als Mixed to Unit Structures Revisited (ed. 2021)
- Conquistador!, Blue Note 1966
- The Great Concert (identisch mit Nuits de la Fondation Maeght), 1969 (ed. 1971 bzw. 1977)
- The Complete, Legendary, Return Live Concert (Oblivion, 1973, ed. 2022)
- Cecil Taylor Unit, 1978
- Fly! Fly! Fly!, 1980
- Tzotzil Mummers Tzotzil, 1987
- Pleistozaen mit Wasser, 1988 (mit Derek Bailey)
- Remembrance, 1988 (mit Louis Moholo)
- Leaf Palm Hand, 1988 (mit Tony Oxley)
- Looking (The Feel Trio), 1989
- The Light of Corona, 1996
- Qu’a: Live at the Iridium, vol. 1 & 2, 1998
- Cecil Taylor & Tony Oxley: Ailanthus / Altissima: Bilateral Dimensions of 2 Root Songs, 2008, ed. 2010

## Zitate
„Improvisation ist ein Werkzeug der Verfeinerung, ein Versuch, den ›dunklen‹ Instinkt einzufangen.“

„Der Pianist und Pionier des modernen Jazz ... reiht Lauf an Lauf, wechselt dann abrupt die Tempi, stürzt sich in wilde Cluster, türmt sie zu komplexen Klanggebilden auf und steigert sie schließlich in höchster Intensität, um sie alsbald wieder zu zerbröseln, zerplätschern zu lassen. Taylors Konzerte sind noch nach Jahrzehnten besondere Erlebnisse. Sie sind mit tiefem Sinn für Dramaturgie ausgestattet, was jegliche Kraftmeierei ausschließt, die Taylor immer wieder angedichtet wird.“

„Die Filzhämmer des gewaltigen Flügels verwandeln sich unter den Fingern, Handflächen, Ellenbogen und Unterarmen in die Trommeln der Dogon vom Nigerbogen und auch in die von Baby Dodds, Schlagzeuglegende aus New Orleans. Sein durchaus meditativer Anfang in Ashmumniem treibt bald zu auf eine rabiate Verdichtung des Materials. Der Klang wird gleichsam zum Metall auf einem Amboß, und Cecil Taylor formt es Schlag auf Schlag. Seine Faust wird zum Hammer, der auf die Tasten saust. Die Beherrschung von Glissandi und Cluster hat der eher zartgliedrige Amerikaner zu einer höchst subtilen und vitalen "Prügeltechnik" entwickelt.“